# 조장희
조장희(趙長熙, 1936년 7월 15일 ~ )는 대한민국의 과학자이다. 본관은 배천.
1972년부터 컴퓨터 단층촬영 관련 분야에 대한 연구를 시작하여 해당 분야에 많은 기여를 하였다. 특히 원형 양전자 방출 단층촬영(Ring PET)를 세계 최초로 개발하였으며 현재 모든 양전자 방출 단층촬영기(PET)는 그가 개발한 형태를 따르고 있다.
현재는 고려대학교 석좌교수로 있으면서 뇌과학융합센터를 주도 하고 있다.
방사선물리학 및 뇌과학분야의 교수인 조장희 박사는 1972년 CT촬영으로 불리는 신체의 컴퓨터에 의한 단층촬영의 선구자로 이어서 양전자 단층촬영기(PET)를 세계 최초로 개발했고, 핵자기 공명촬영 등의 연구개발로 지금까지 이 분야의 세계적인 권위자로서의 위치를 지키고 있다. 미국 최고권위의 학술원 (National Academies) 정회원이기도 한 조 박사는 이 같은 업적에 힘입어 한국인 가운데 노벨상 수상에 가장 가까이 접근한 학자로 거론되고 있기도 하다. CT, PET 및 MRI 연구로 250여 편의 국제학술지 논문과 3권의 PET, MRI 및 뇌과학분야의 책을 John Wiley 및 Springer사에서 출간하여 이 분야에 공헌하였다. 

- 1960년 서울대학교 전자공학과 학사
- 1962년 서울대학교 전자공학과 석사
- 1966년 스웨덴 웁살라대학교 응용물리학 박사
- 1972년-1978년 스웨덴 스톡홀름 대학 조교수 및 부교수 (핵물리),미국 캘리포니아 대학 연구부교수 및 수석연구원 (방사선물리학)
- 1979년-1985년 미국 컬럼비아대학교 정교수
- 1978년-1995년 한국과학기술원 교수
- 1995년-1997년 한국과학기술원 초빙석좌교수
- 1985년-2006년 미국 캘리포니아 대학교 어바인 교수
- 2004년-2014년 가천의대 석좌교수 및 뇌과학연구소장
- 2015년- 서울대학교 융합기술원 특임연구원
- 2017년- 2019년 10월 수원대학교 석좌교수 및 뇌과학연구소장
- 2019년 11월 - 고려대학교 석좌교수 및 뇌과학융합센터장
- Director, University of California. Irvine 방사선과 MRI 센터
- 뇌과학연구 석학교수 및 연구소 소장
- 1997 미국 학술원회원 Member (US National Academies)
- 1998-2005 대한민국학술원 회원

## 주요 저서
- Cho Z.H. (Editor) 7.0 Tesla MRI Brain White Matter Atlas, in press springer–Verlag, New York, 2015
- Cho Z.H. (Editor), F. Calamante ( Co-Editor), J.G. Chi ( Co-Editor) 7.0 Tesla MRI Brain Atlas: In Vivo Atlas with Cryomacrotome Correlation. Springer-Verlag, New York, 2010.10.
- Cho Z.H., J. Jones, M. Singh. Book : Foundation of Medical Imaging ( John Wiley & Sons ), New York, 1993